# Occhio per occhio (film 1949)
Occhio per occhio (Calamity Jane and Sam Bass) è un film del 1949 diretto da George Sherman.
È un western statunitense con Yvonne De Carlo, Howard Duff e Dorothy Hart. La storia ritrae i personaggi dei fuorilegge Calamity Jane e Sam Bass (un rapinatore del vecchio West, ucciso dai Texas Ranger nel corso di una rapina nel 1878, a cui fu dedicata una ballata Ballad of Sam Bass).

## Produzione
Il film, diretto da George Sherman su una sceneggiatura di Maurice Geraghty e Melvin Levy e un soggetto dello stesso Sherman, fu prodotto da Leonard Goldstein per la Universal International Pictures e girato nello Utah e in California, da metà ottobre a metà novembre 1948. I titoli di lavorazione furono  The Story of Sam Bass e The Adventures of Sam Bass.

## Distribuzione
Il film fu distribuito con il titolo Calamity Jane and Sam Bass negli Stati Uniti dal 4 luglio 1949 (première a Los Angeles il 14 luglio 1949) al cinema dalla Universal Pictures.
Altre distribuzioni:
- in Svezia il 18 luglio 1949 (Den vilda ritten)
- in Finlandia il 31 marzo 1950 (Kohtalokas Jane ja Sam Bass)
- in Portogallo il 26 maggio 1950 (Duas Paixões)
- in Danimarca l'11 dicembre 1950 (Det vilde ridt)
- in Germania Ovest il 21 dicembre 1951 (Rebellen der Steppe)
- in Austria nel 1952 (Rebellen der Steppe)
- in Brasile (A Escandalosa)
- in Brasile (Escandalosa)
- in Cile (Entre dos amores)
- in Germania (Calamity Jane und Sam Bass)
- in Spagna (Calamity Jane y Sam Bass)
- in Francia (La fille des prairies)
- in Italia (Occhio per occhio)

## Critica
Secondo il Morandini il film è un "western di routine insipido".